# Российский институт стратегических исследований
Росси́йский институ́т стратеги́ческих иссле́дований (РИСИ) — федеральное государственное бюджетное учреждение, российский аналитический центр по вопросам политики и безопасности. Учредитель РИСИ – Президент Российской Федерации.

## История
Институт был преобразован в соответствии с указом Президента Бориса Ельцина от 29 февраля 1992 года № 202 «Об образовании Российского института стратегических исследований» из бывшего НИИ разведывательных проблем Первого главного управления КГБ СССР в качестве аналитического центра Службы внешней разведки России. В 2009 году институт был реорганизован и переподчинён Администрации Президента России. Указом Президента Владимира Путина от 27 апреля 2020 года № 290 был утвержден новый устав организации, в соответствии с которым РИСИ изменил организационно-правовую форму и перестал считаться научной организацией.
С 2017 года представительский офис РИСИ размещается в особняке Маргариты Морозовой.

## Деятельность
Основной целью деятельности института является информационно-аналитическое обеспечение федеральных органов государственной власти при формировании стратегических направлений государственной политики в сфере обеспечения национальной безопасности Российской Федерации.
В качестве основных задач организации в уставе обозначены:
- информационно-аналитическая работа в сфере международных и военно-политических проблем, вопросов военной и военно-промышленной политики ведущих стран мира, социально-политической и экономической ситуации в странах ближнего зарубежья и определение перспектив развития двусторонних отношений Российской Федерации с другими государствами;
- анализ реализации государственной политики в сфере обеспечения национальной безопасности и социально-экономического развития Российской Федерации;
- изучение проблем и тенденций развития международных экономических отношений, конъюнктуры мирового рынка, экономической политики главных партнеров Российской Федерации, вопросов экологической безопасности;
- анализ и прогнозирование развития событий в отдельных странах и регионах, которые могут привести к кризисным ситуациям, а также разработка предложений о путях и способах урегулирования таких ситуаций;
- проведение публичных мероприятий (конференций, симпозиумов, семинаров) и информирование общественности по основным направлениям исследований.

РИСИ с 2009 года издаёт научный журнал «Проблемы национальной стратегии», выходящий 6 раз в год и включенный с 2018 года в перечень ВАК.
C 2012 года государственное задание для института формируется Администрацией Президента России и утверждается её руководителем.

## Руководство
Директора́:
- 1992—1994 — Юрий Сцепинский;
- 1994—2009 — Евгений Кожокин;

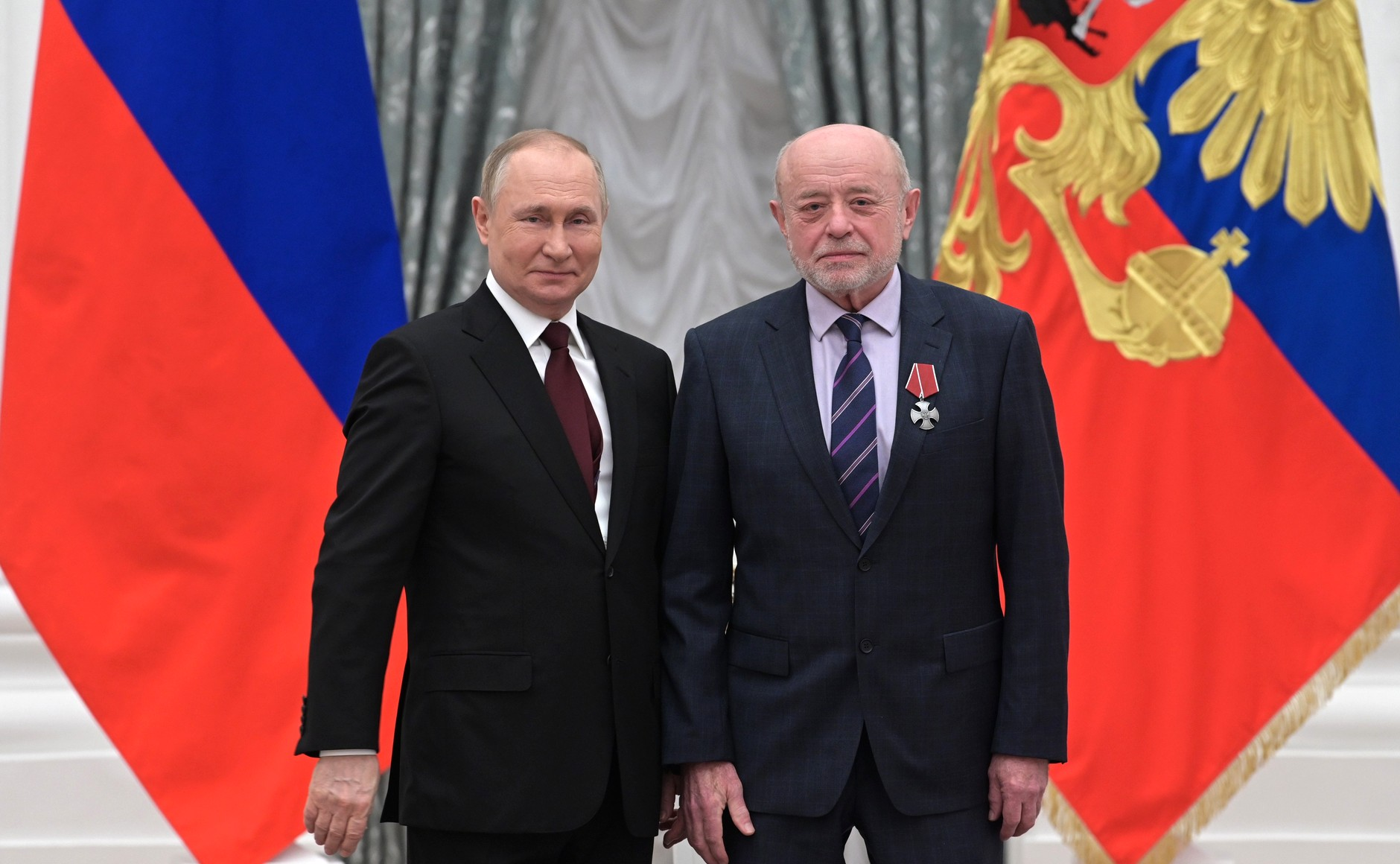
Президент России Владимир Путин награждает директора РИСИ Михаила Фрадкова орденом Мужества, 2 февраля 2022 года

- 2009 — 4 января 2017 года — Леонид Решетников. Перешёл в институт с должности начальника информационно-аналитического управления СВР России[1].
- С 4 января 2017 года — Михаил Фрадков[9]. Перешёл в институт с должности директора СВР России[1].

## Критика
Проблема ВИЧ/СПИДа в России
В мае 2016 года сотрудники института в докладе на заседании Московской городской думы назвали заявления об эпидемии СПИДа в России «частью информационной войны Запада против России», а также утверждали существование двух моделей борьбы с ВИЧ: «неолиберальной западной и московской, опирающийся на традиционные ценности». Доклад был раскритикован руководителем фонда «СПИД.ЦЕНТР» Антоном Красовским и журналистом Марией Бароновой.
Выборы президента США в 2016 году
В апреле 2017 года журналисты информационного агентства Reuters опубликовали материал, в котором, ссылаясь на бывших чиновников американской администрации, сообщали, что по поручению Владимира Путина РИСИ занимался разработкой плана «вмешательства России в президентские выборы в США в 2016 году». Пресс-секретарь Президента Дмитрий Песков в связи с этим материалом призвал «не доверять анонимным источникам», а директор РИСИ Михаил Фрадков назвал его проявлением «конспирологического сознания».

## Санкции
24 июня 2021 года РИСИ включён в санкционный список Украины как «организация которая поддерживает действия, направленные на насильственное изменение, свержение конституционного строя, захват государственной власти, изменения границ территории или государственной границы Украины».
22 сентября 2023 года, на фоне вторжения России на Украину, РИСИ включён в санкционный список Канады против «организаций, причастных к депортации украинских детей в Россию, а также ответственных за создание и распространение дезинформации и пропаганды».